# Iphiclides
Iphiclides és un gènere de lepidòpters papilionoïdeus de la família dels papiliònids (Papilionidae) propis de la regió Paleàrtica, incloent-hi els Països Catalans.

## Taxonomia
El gènere Iphiclides inclou tres espècies:
- Iphiclides podalirius (Scopoli, 1763)
- Iphiclides podalirinus (Oberthür, 1890)
- Iphiclides feisthamelii (Duponchel, 1832)